# Жила-была одна баба
«Жила́-была́ одна́ ба́ба» — российский исторический фильм Андрея Смирнова о жизни России с 1909 по 1921 год и о событиях Гражданской войны, о Тамбовском восстании, показанных глазами крестьянки. Режиссёр работал над картиной с 1987 года, в производство она запущена в 2008 году. Вышла в широкий российский прокат осенью 2011 года. В 2014 году создана пятисерийная телевизионная версия фильма.

## Сюжет
Фильм рассказывает о жизни русской деревни в 1909—1921 годах через судьбу простой тамбовской крестьянки Варвары. Она выходит замуж, становится вдовой, пытается устроить личную жизнь. Одновременно разворачиваются исторические события: Первая мировая война, Октябрьская революция, Гражданская война и Тамбовское восстание. Крестьянская Россия уподоблена граду Китежу, который медленно, но неумолимо уходит под воду.

## В ролях
- Дарья Екамасова — Варвара
- Владислав Абашин — Иван
- Всеволод Шиловский — отец Еремей
- Нина Русланова — Крячиха
- Роман Мадянов — Баранчик
- Евдокия Германова — Феклуша
- Максим Аверин — Александр
- Иван Бортник – господин на вокзале, подавший "Христа ради"
- Алексей Серебряков — Лебеда
- Алексей Шевченков — Малафей
- Игорь Класс — старик Лыков
- Владимир Фёдоров — юродивый
- Людмила Полякова — Парамоновна
- Агриппина Стеклова — Панька
- Дмитрий Муляр — командир Александр
- Виталий Кищенко — начальник особого отдела
- Юрий Шевчук — Ишин, командир антоновского отряда
- Ёла Санько — тётка Чуманиха
- Дмитрий Поддубный — атаман
- Алексей Ошурков — Бодунок
- Борис Полунин — комдив
- Иван Мацкевич
- Олег Кожевников — сын Варвары

## Создание фильма
По словам режиссёра, в плане сюжета и персонажей «фильм был готов 24 года назад». Сценарий был дописан в 2004 году после нескольких лет работы в архивах, изучения диалектных и этнографических особенностей тамбовского крестьянства. «В Тамбовской губернии сегодня нет ни одного района, в котором бы я не побывал: и в деревне жил, и с бабками общался, и с музейщиками работал», — вспоминает режиссёр. Смирнова занимала идея показать то, что сразу после Октябрьской революции «в той или иной мере пережила практически каждая семья в России», где 90 % населения было крестьянским. Режиссёр убеждён: «весь Шекспир там ещё спрятан» — при том, что «за все 74 года нет ни одной вещи, ни одного романа, ни одной повести, в которой рассказали бы — а что пережил мужик, когда случилась революция».
Финансирование для съёмок помог в 2007 году найти Владислав Сурков. Режиссёр обещал поблагодарить в финале помимо Суркова ряд лиц — Виктора Вексельберга, Альфреда Коха и Романа Абрамовича, Леонида Гозмана, Анатолия Сердюкова, Владимира Якунина и Анатолия Чубайса.
О съёмочном процессе повествует документальная лента И. Бессарабовой «Под говор пьяных мужичков» (2010). Летом 2008 года съёмочная группа во главе с Андреем Смирновым прибыла в Тамбов и разместилась в гостинице «Турист» (Пригородный лес). Кинопробы в тамбовскую «городскую» и «сельскую» массовки проходили в ДК «Знамя труда» (г. Тамбов). Исполнителей главных ролей учили разговаривать на тамбовский лад.
Бо́льшая часть фильма снималась в 2008—2009 годах в Тамбове, сёлах Царёвка (Знаменский район), Лысые горы (Тамбовский район) и Кривополянье (Бондарский район) Тамбовской области.
Сцены церковных праздников, сельских расстрелов, почти все сцены с антоновцами снимались в селе Кривополянье Бондарского района, сцены во «дворе Баранчика» — в специально выстроенных рядом с сельским кладбищем декорациях в селе Царёвка Знаменского района; съёмки сцен «на Хуторе» проводились в декорациях у восточной окраины села Лысые горы Тамбовского района, там же снимался эпизод «Крестный ход»; городские сцены расстрела иконы снимались в Тамбове во дворах школ № 6 и № 7, а также проход Варвары «из тюрьмы в ЧК» во дворе домов по ул. Советской, 71-73.
Фильм также снимался в павильонах «Беларусьфильма» в Минске (интерьеры); натурные съёмки проходили у Задонского монастыря (Липецкая область) и на железнодорожном вокзале Санкт-Петербурга.
По мнению историка Давида Фельдмана, показанные в фильме события имеют документальную основу, хотя в реальности всё было ещё страшнее. Режиссёр признаётся, что не стал переносить на киноэкран самые страшные эпизоды восстания, ибо «люди ходят в кино не для того, чтобы после повеситься».
Музыкальным продюсером картины является артистка Ольга Юкечева, в фильме звучит её голос в песне «Да в воскрёсный день рано…», которую поёт Варвара на застолье с Малафеем.

## Критика
«Давно на экраны не выходил фильм такой эпической мощи», — написала «Российская газета».
Андрей Плахов подчеркнул аллегоричность происходящего с главной героиней, которая уподобляется России, заметив, что «удивительным образом фильм вписался в нишу как образец антибольшевистской пропаганды: вот наконец „формат“, поддержанный, судя по финальным титрам, Сурковым, Вексельбергом и Абрамовичем».
«Страшно и дико любому из нас в этом мире причудливых ритуалов», — пишет Антон Долин. — «Россия в фильме Смирнова — архаическая вселенная, в которой невозможны ни индивидуализм, ни индивидуальность». По его мнению, режиссёр предаётся в фильме «археологии чувств, пытаясь несуетно, тщательно и отстранённо воссоздать исчезнувший мир».
В «Ведомостях» картина Смирнова была оценена как «самый честный фильм о гражданской войне», где показана преемственность жестокости и насилия в прогрессии «семья, деревня, страна». Кинообозреватель «Московских новостей» посетовал на то, что «волна стихийного насилия, поднимаясь с Гражданской войной, не имеет смысла» и подаётся зрителю как «укоренённая модель поведения, в силу экстремальных обстоятельств вырвавшаяся из-под контроля».
Кинокритики отмечают и серьёзные недостатки фильма. Антон Долин упоминает «чрезмерный хронометраж, иногда провисающую интригу, невнятности ряда этнографических деталей».

## Награды
- «Окно в Европу» — специальный приз президента фестиваля (2011)[16].
- Премия «Ника» в номинациях «Лучший игровой фильм», «Лучшая женская роль» (Дарья Екамасова), «Лучшая мужская роль второго плана» (Роман Мадянов), «Лучшая сценарная работа» (Андрей Смирнов), «Лучшая работа художника» (Владимир Гудилин) и «Лучшая работа художника по костюмам» (Людмила Гаинцева)[17].